# Rhododendron ferrugineum
Rhododendron ferrugineum, a rosa alpina ou rosa da neve  é um arbusto perene que cresce logo acima da linha das árvores nos Alpes, Pirineus, Jura e Apeninos do norte, em solos ácidos. É a espécie tipo para o gênero Rhododendron. Pode crescer até 1.5 m (4.9 ft) de altura e produz cachos de flores vermelho-rosadas e em forma de sino durante todo o verão. As partes inferiores das folhas são cobertas de manchas marrom-ferrugem, que dão à espécie a segunda parte de seu nome binomial (ferrugineum, latim para 'cor de ferrugem, ferruginoso'). Isso contrasta com o Rhododendron hirsutum, que não tem coloração marrom, tem bordas peludas nas folhas e cresce sobre calcário. Onde as duas espécies co-ocorrem (geralmente em solos de pH intermediário), o híbrido Rhododendron × intermedium pode ocorrer; como o próprio nome sugere, é intermediário em forma entre as duas espécies parentais.
A Rhododendron ferrugineum é moderadamente tóxica, contendo arbutina, arecolina e rodoxantina, podendo causar vômitos e dificuldades dos sistemas digestivo, nervoso, respiratório e circulatório.